# Побуна на Кејну (филм)
Побуна на Кејну (енгл. The Caine Mutiny) је амерички филм из 1954. снимљен по истоименом роману Хермана Воука. Филм је режирао Едвард Дмитрик а у главним улогама су: Хамфри Богарт, Хозе Ферер, Ван Џонсон, Фред Макмари, Том Тали, Е. Г. Маршал, Ли Марвин и Роберт Френсис.